# 三氟化硼-乙醚络合物
三氟化硼-乙醚络合物（Boron trifluoride-diethyl etherate），为路易斯酸三氟化硼与路易斯碱乙醚形成的（路易斯）酸碱加合物。

## 性质
无色至微黄色发烟液体。遇水或置于潮湿空气中时立即分解，产生剧毒的氟化氢烟雾。

## 制备
由三氟化硼与乙醚反应而得。

## 用途
用作有机合成中的路易斯酸催化剂，用于烷化、乙酰化、缩合、脱水、聚合等反应中。也作分析试剂、制取硼氢高能燃料和提炼同位素硼的原料，环氧树脂之固化剂等。